# Dörr

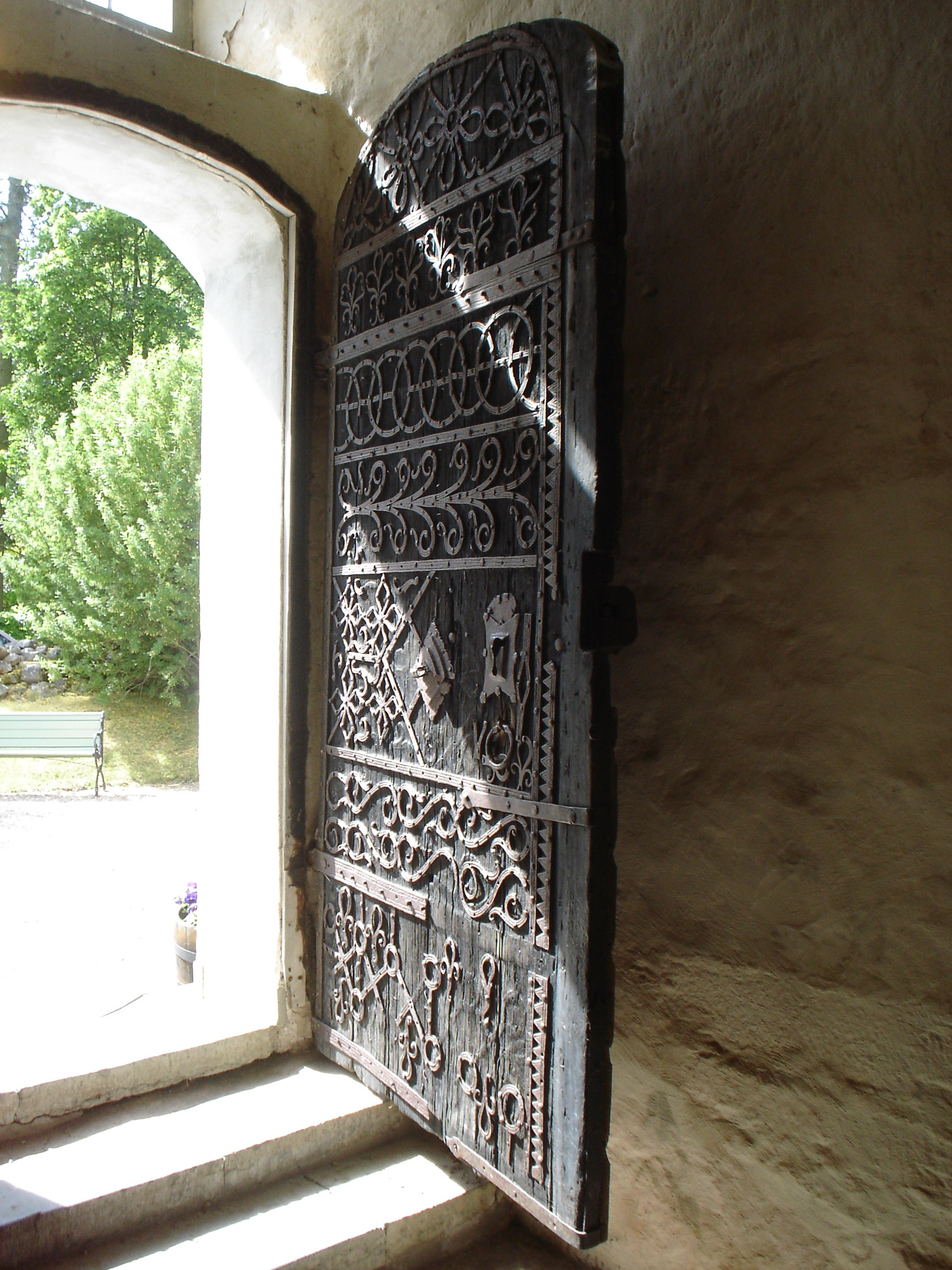
Dörr på Bjälbo kyrka från 1100-talet.

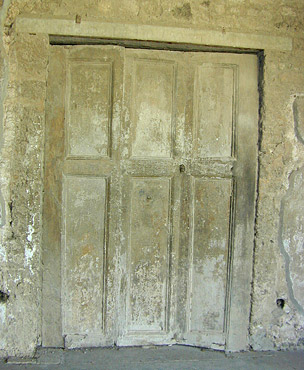
Vikdörrar i Pompeji från första århundradet efter Kristus

En dörr (av fornsvenska dyr) är en rörlig vertikal skiva som används för att tillsluta en öppning exempelvis i en husvägg, mellan två angränsande rum eller mellan in- och utsidan av ett skåp. En port är en större öppning som används som ingång till en byggnad, men kan också syfta på den dörr som används för att tillsluta portöppningen. Ytterdörren har normalt en isolerande funktion eftersom den måste stå emot kyla och vind, samtidigt som många önskar den estetisk på grund av dess synlighet.
Dörrar har en upphängningskonstruktion för att tåla den konstanta användning de utsätts för. I dörren sitter ett dörrblad, vanligtvis tillverkat av trä, glas, metall eller plast, upphängt i en dörrkarm. Gångjärn och lås med medföljande nycklar hör vanligtvis till en dörr. Dörrar delas vanligtvis upp i slagdörrar och skjutdörrar, samt svängdörrar, vikdörrar, roterdörrar och lyftdörrar. Den vanligaste dörren kan anses vara slagdörren, medan skjutdörrar, som har en betydligt mer komplex konstruktion, är vanliga i affärer. De dörrar som tillstänger ett skåp kallas oftast luckor men i vissa fall dörrar.

## Dörrens historia
Dörrar har funnits lika länge som man har haft hus eller någon form av inhägnad eller avgränsning. De tidigaste historiska förekomsterna är i målningar i egyptiska gravar, där de visas som enkla eller dubbla dörrar, gjorda av ett enda stycke trä. Klimatet i Egypten är mycket torrt och man behövde inte oroa sig för att dörren skulle bli skev. I andra länder var man tvungen att bygga på dörren på ett annat sätt och enligt Vitruvius gjorde man detta genom att sätta plankor på långsidorna och kortsidorna av dörrstycket. De äldsta dörrarna var gjorda av trä, de i Salomos tempel gjordes av olivträd som var snidat och överdraget med guld (1 Kungaboken 6:31–35). Dörrarna som omtalas av Homeros var överdragna med silver eller mässing. Vanliga träslag att använda var förutom oliv, alm, ceder, ek och cypress.
De tidigaste dörrarna hade alla samma upphängningsanordning. Den bestod av större pinnar eller stift som kallas tappar och som satte fast dörren uppe och nere vid dörrens innerkant. När dörren öppnades så roterade den runt den punkt där dessa pinnar satt. Under fanns en tröskel, oftast tillverkad i hård sten som basalt eller granit. De som hittats i Nippur av Hermann Volrath Hilprecht och som dateras till år 2000 före kristus, är gjorda i diabas. De dörrar som hittats i Balawat i Assyrien hade tappar som var överdragna med brons. Dessa dörrar, eller snarare portar, bestod av två dörrblad, båda ca 2,5 meter breda och över 8 meter höga. De hade brons runt om, ca 25 cm brett, som var utsmyckat med figurer och broderier. Själva dörrarna var ca 7,5 cm tjocka men dörrkarmarna var över 35 cm i diameter. Dessa dörrar finns att beskåda på British Museum. Andra täckplåtar av varierade storlek av brons har hittats, det visar att detta verkar ha varit den vanligaste metoden att skydda tapparna av trä. I Hauran i Syrien, där tillgången på trä är dålig, gjordes dörrarna av sten, en av dem var 1,6 meter hög och 80 cm bred och finns även den på British Museum. Den sida på den dörren som är längst från upphängningspunkterna visar att den var del av ett dörrpar. Vid Kuffeir nära Bostra i Syrien har det hittats ca 3 meter höga stendörrar som har utgjort ingången till staden. Den brittiske konsuln George Dennis nämner flera dörrar av sten i sin bok om etruskerna, Cities and Cemeteries of Etruria från 1848.
I antikens Grekland och antikens Rom var dörrarna antingen en dörr med ett dörrblad, dubbla dörrar, skjutdörrar eller vikdörrar. I de fall det var vikdörrar bestod de av en konstruktion med gångjärn som fälldes ihop. Man har hittat en målning med en dörr med tre dörrblad. I Therons gravkammare i Agrigento finns en bild av en dörr med fyra plattor uthuggen i sten. Den Engelska upptäcktsresanden Herbert Weld Blundell (1852–1935) har i sin samling en relief av ett tempel med dubbla dörrar där varje dörrblad bestod av fem paneler. Bronsdörrarna på kyrkan Santi Cosma e Damiano i Rom är exempel på romerskt metallhantverk under sin bästa period, de består av ett dörrpar med två paneler var och är inramade i brons. De vid Pantheon är liknande i sin utformning, med smala horisontella paneler uppe, nere och i mitten. Två andra bronsdörrar från Romarriket finns i kyrkan San Giovanni in Laterano.
Under eran som är känd som Antikens Egypten konstruerade Heron, en uppfinnare i Alexandria under det första århundradet, den tidigast kända automatiska dörren. Den första kända dörren som öppnades genom fotsensorer tillverkades i Kina under kejsaren Sui Yangs tid (604–618). Det var en automatiskt öppnande dörr som användes i det kungliga biblioteket där. Den första automatiska portöppnaren byggdes 1206 av den arabiska uppfinnaren Al-Jazari.
Dörrarna vid Födelsekyrkan i Betlehem som är från 500-talet, är täckta med bronsplåtar, utskurna i mönster. De i Hagia Sofia i Konstantinopel, som är byggt under 700 och 800-talet, är formade i brons. Likaså de västra dörrarna i katedralen i Aachen som är av liknande konstruktion. De hämtades troligen från Konstantinopel, precis som några som finns i Markuskyrkan i Venedig tros ha gjort.

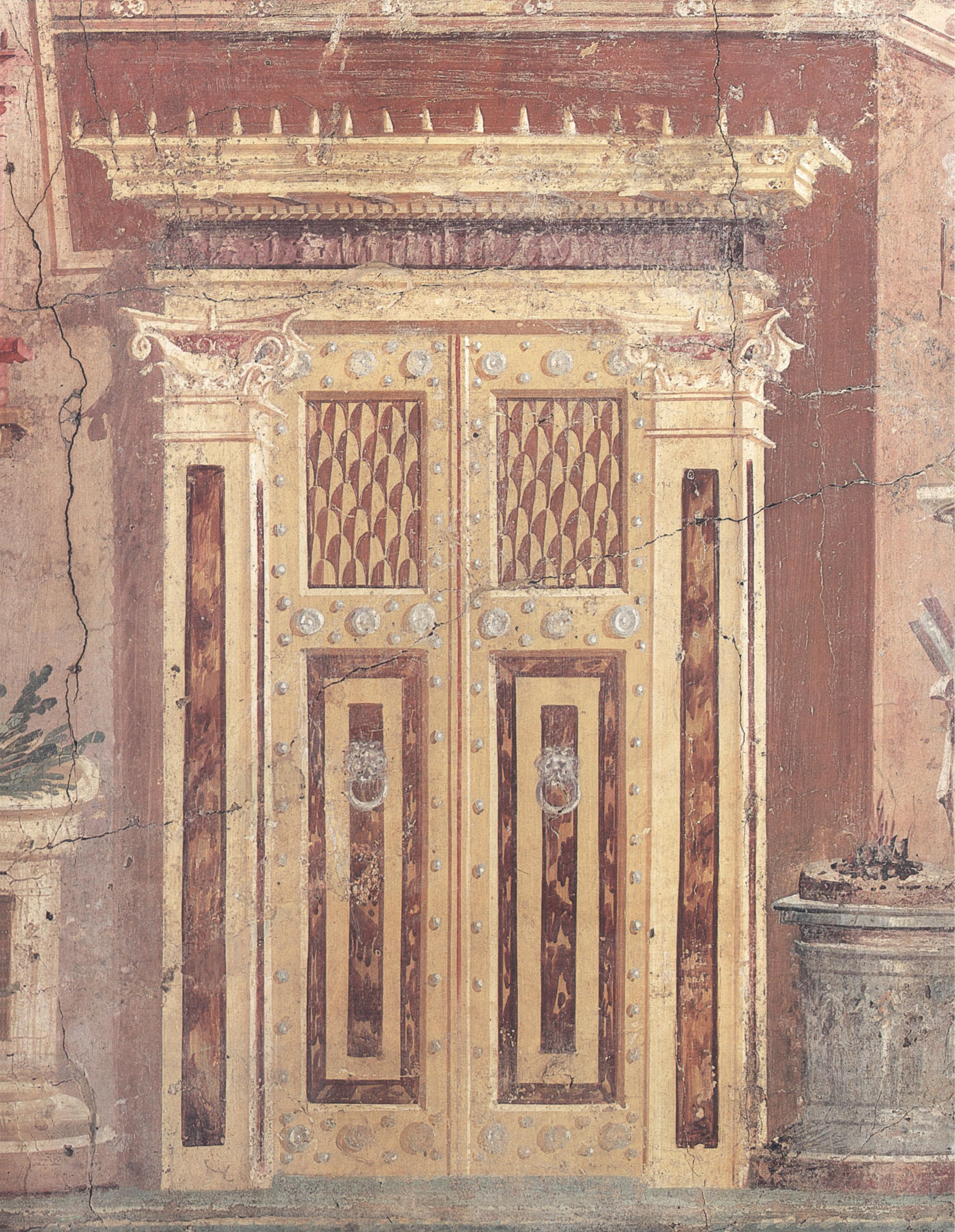
Romersk väggmålning av en dekorerad dörr i ett hus i Italien, första århundradet efter Kristus

Från 1000-talet och 1100-talet finns många exempel på bronsdörrar, den tidigaste är en från Hildesheim i Tyskland från 1015. Designen på den dörren påverkade utseendet på dörrarna i katedralen i Gniezno i Polen. Av de som finns i södra Italien och på Sicilien är dessa de finaste: i Sant Andrea, Amalfi (1060), Salerno (1099), Canosa (1111), Troia i Apulien (två dörrar, 1119 och 1124) och i Ravello (1179) gjord av Barisano of Trani som även gjorde dörrarna till katerdalen i Trani. Fina exemplar finns även i katedralerna i Monreale och Pisa, dessa dörrar gjordes av den italienska skulptören Bonanno Pisano. Alla dessa dörrar var upphängda på samma sätt, med tappar, en uppe och en nere. Det är inte känt exakt när man började använda gångjärn men det är tydligt att den förändringen ledde till helt nya konstruktioner för hållfastheten och nya sätt att dekorera. Man började då använda band av smidesjärn till ett otal olika konstruktioner och typer av utsmyckningar. I grunden oftast tre band med ornament som utgick från gångjärnen, som hade ringar utanför de lodräta sidorna som passades in med tappar som satt in i stommen av tegel eller trä runt dörren. Det finns ett tidigt exempel på det från 1100-talet i Katedralen i Lincoln. I Frankrike är dörrarna i Notre-Dame några av de vackrast utsmyckade men i övrigt finns otaliga exempel på dörrar i hela Frankrike och England.
Tillbaka till Italien, några av de mest berömda dörrarna är de i Battistero di San Giovanni, en religiös byggnad i Florens, där dörren och karmarna är helt i brons, av vilka kanten på karmarna är anmärkningsvärda. Där finns utsmyckningar i form av figurer, fåglar och bladverk av Andrea Pisano (1330) på den södra dörren, även den östra dörren av Lorenzo Ghiberti (1425–1452) är mycket vacker. På den norra dörren (1402–1424) använde Ghiberti samma stil som Pisano men den östra dörren är fylld med reliefer där bibliska händelser är illustrerade med otaliga figurer, det var troligen dessa dörrar Michelangelo kallade Paradisets portar.

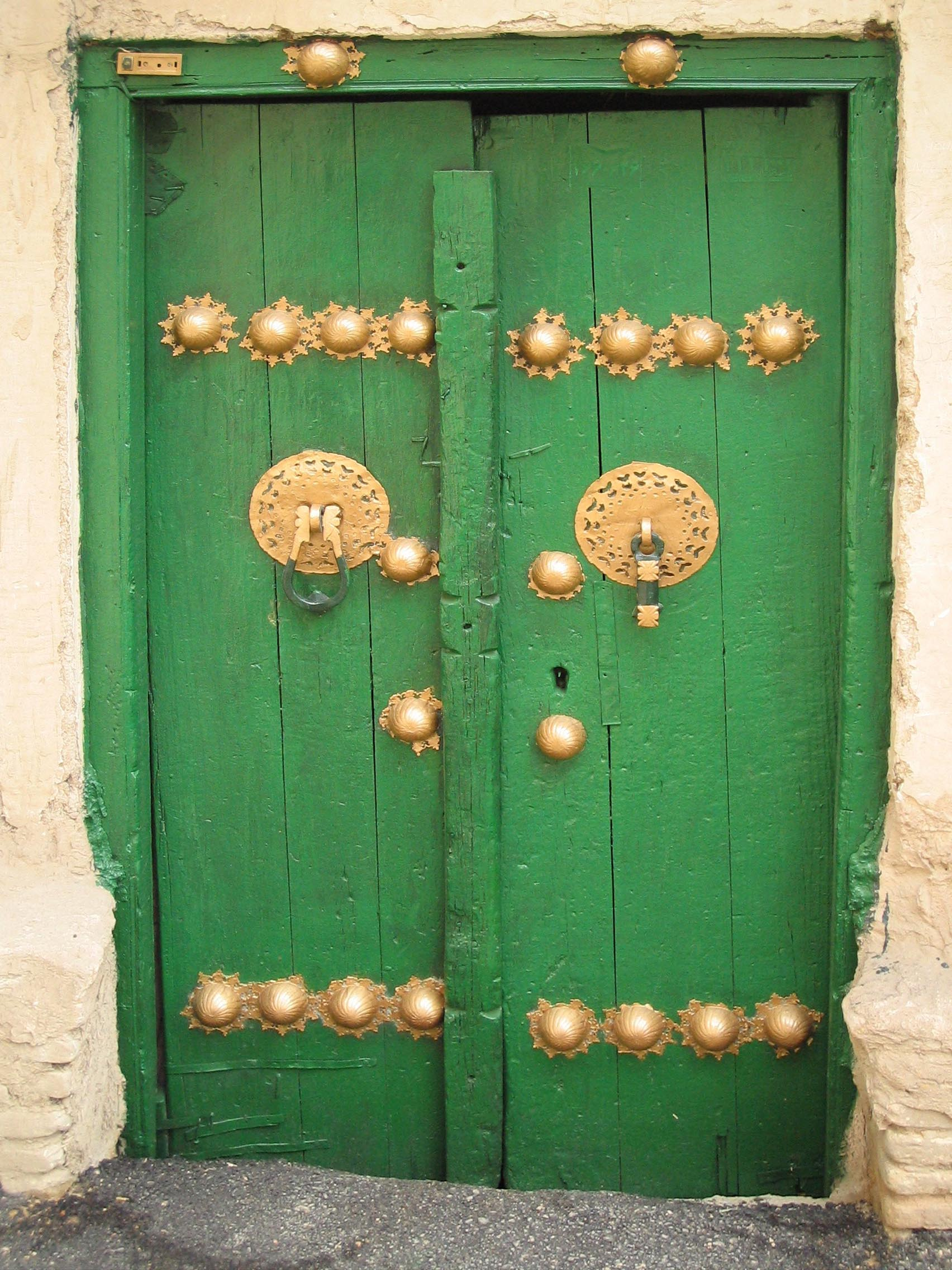
Dörr från 1900-talet i Isfahan i Iran

Dörrarna till moskéerna i Kairo var av två slag. Dels fanns det de som var täckta med plattor av brons eller järn, snidade med dekorativa mönster och med inlagor av reliefer. Dels de av trä som var inramade av sammanflätade mönster med fyrkanter och diamanter, dessa hade koptiskt ursprung. Dörrarna till palatset i Palermo som gjordes av Saracener på uppdrag av normanderna, är fina exemplar som finns bevarade i gott skick. En liknande typ av dekorationer finns på dörrarna i Verona där kanterna på dörren runtom är fasade och uthackade.
Under renässansen blev de Italienska dörrarna ganska enkla, hantverkarna och konstnärerna satsade mer på själva dörröppningarna. I Frankrike och Tyskland var det dock tvärtom, här har dörrarna blivit omsorgsfullt snidade, speciellt under Ludvig XIV och Ludvig XV tid som regenter. Det kunde vara så att dörren hade arkitektoniska detaljer som pelare och entablement med fronton och nischer samtidigt som själva dörröppningen bara var av vanligt tegel. I Italien var tendensen att förhöja intrycket genom att öka antalet paneler medan man i Frankrike istället verkar ha gjort tvärtom. Ett exempel på det är slottet i Fontainebleau där dörrarna är tvåbladiga men utförda som om de bestod av en enda panel.
De tidigaste renässansdörrarna i Frankrike är de som finns på katedralen i Aix från 1503. På de nedre panelen finns figurer, strax under en meter höga, i gotiska nischer, på de övre panelerna en dubbel rad med nischer med figurer ca 60 cm höga med skärmtak över, alla dessa utskurna ur cederträ. De södra dörrarna på Katedralen i Beauvais är i vissa avseenden de finaste i Frankrike, de övre panelerna där är huggna i reliefer med figurer och skärmtak över dem. Dörrarna till kyrkan i Gisors från 1575 är snidade med figurer i nischer avdelade av överlagrade pilastrar. På kyrkan St. Maclou i Rouen finns tre praktfullt snidade dörrar. De som gjordes av Jean Goujon har figurer dels i nischer på vardera sida och även mycket vackert i mitten. De andra dörrarna, förmodligen gjorda fyrtio eller femtio år senare, är utsmyckade med reliefer, landskap, figurer och mycket detaljrika och komplicerat överlappande kanter.
Den äldsta dörren i England hittas på kyrkan Westminster Abbey och är daterad till 1050. Under 1600-talet i England gjordes dörrpanelerna upphöjda med mönster som påminner om de runt en eldstad, ibland rikligt snidade runtom. På 1700-talet fasades ofta kanterna av i mönster, ofta i det typiska engelska mönstret kallat egg and tongue.

## Typer av dörrar
De flesta dörrar består av en dörrkarm i vilken dörrbladet hänger i exempelvis gångjärn. Dörrar brukar klassificeras efter metoden att öppna dem:

### Slagdörr
Slagdörren är den vanligaste typen av dörrar som ytterdörrar till bostäder och dörrar inomhus. Den hänger fast mot dörrkarmen med gångjärn eller liknande. Slagdörren definieras därför som "dörr vars dörrblad är vridbart fäst vid ena karmsidstycket". Även om den per definition går att öppna åt båda hållen så är den vanligaste konstruktionen att bygga så att den bara öppnas åt ett håll. En sådan typ av montering gör den lätt att sätta lås på. Det är även lätt att montera någon typ av dörrstängare/öppnare, för att se till att dörren går igen eller för att kunna öppna den maskinellt. Nackdelen med denna typ av dörr är att den tar plats inne i det rum den öppnas mot. Det kan även vara ett problem om man vill ha en stor dörröppning (exempelvis i en handikappanpassad miljö) eftersom dörren då blir stor och därmed otymplig. Ibland kan man använda dubbla slagdörrar i ett så kallat dörrpar som sitter mot varandra. Då får man möjlighet till en större dörröppning men dörrarna blir bara hälften så breda jämfört med att använda bara en dörr.
Med denna typ av dörr måste man tänka på hur dörren öppnas. Om den används som en nödutgång i en utrymningsväg så måste den öppnas utåt, så att den inte blir ett hinder i vägen. En sådan slagdörr kompletteras ofta med en öppnare som sitter horisontellt (se bild) och som öppnas genom tryck mot dörren. Detta för att dörren säkert ska öppnas även om det blir trängsel så att ingen kläms mot en dörr som inte öppnas. Jämför med hur det skulle bli om en dörr öppnades inåt och flera människor skulle ut genom den snabbt.
Om man har slagdörrar som ett dörrpar så ser man ibland att man har två olika typer av dörrar. Den ena dörren är en vanlig slagdörr med handtag men den andra är en (ibland) mindre dörr utan handtag. Den mindre dörren fäster man genom att stänga den och sätta fast den mot golvet/taket. Denna uppsättning dörrar används ofta när man har glasdörrar, exempelvis till ett vardagsrum eller ett kontor. En fördel är att man kan öppna den mindre dörren om man vill förflytta saker som är bredare än dörrbladet på den vanliga slagdörren.
Nackdelen med slagdörren, att den tar plats i den miljö den öppnas in i, kan även innebära en fara för att en dörr öppnas där någon eller något redan finns. Detta kan undvikas genom att man markerar dörrens arbetsområde på golvet. Detta används speciellt på sjukhus där man ofta kombinera dörrar med en öppnare en bit från dörren, antingen genom en sensor eller genom en knapp för dörröppning.

### Skjutdörr

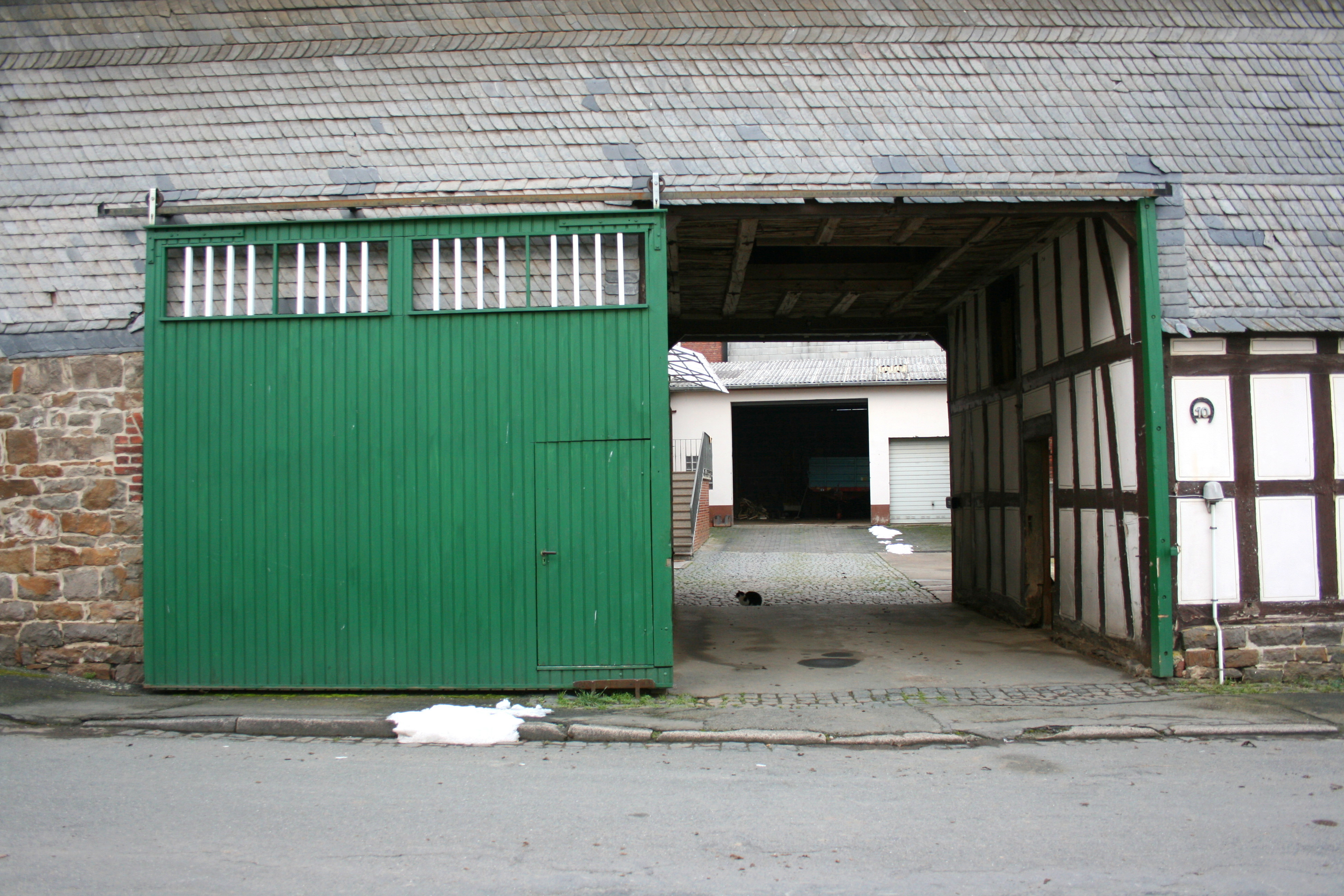
Skjutdörr på ett stall

En skjutdörr är som namnet antyder en dörr som skjuts åt sidan. Den hängs ofta upp på en skena som den sen rullar på, antingen genom att man drar den eller genom att en motor kör hjulen på skenan. Fördelen med denna dörr är att den inte tar så mycket plats framför och bakom dörren. Nackdelen är att den istället tar plats i sidled. Detta kan man lösa genom att låta den sitta som på bilden, längs med en vägg, då tar den nästan ingen plats alls. Dock binder den upp lite av väggen, man kan inte montera saker på, eller ställa saker mot, den väggen där dörren ska röra sig. En annan variant är att låta dörren skjutas in i väggen. En sådan dörr, kallad infälld dörr, kräver dock lite mer planering när man bygger, väggen måste tåla att ha ett hålrum och fortfarande vara tillräckligt stadig och det blir svårare att dra rör/kablar i den väggen. Ett sätt att lösa detta är att använda den typ av skjutdörr som oftast används i hissar. Dörren består där av flera skjutdörrar som åker in i varandra innan den försvinner in i väggen. Detta gör att dörren inte tar så stor plats i själva väggen vilket är en fördel i trängre utrymmen, exempelvis trapphus.
Skjutdörren är även den dörr som är vanligast i entréer till butiker eller andra offentliga utrymmen. Där tar man vara på fördelen att dörren inte tar något plats framför eller bakom, den hanterar på det sättet flera personer som ska passera den på kortare tid mycket bättre. En skjutdörr på en sådan plats sköts nästan alltid genom sensorer som är kopplade till en motor som får dörren att öppnas när någon kommer nära den. På en sådan typ av dörr brukar det även finnas en manöverpanel i närheten, så att man kan ställa in vilken riktning dörren ska släppa in personer genom. När man använder skjutdörrar med sensorer, både som infällda dörrar eller utanpåliggande så måste man se till att det finns sensorer som gör att dörren öppnas om det står någon eller något i öppningen. Detta för att man inte ska kunna klämmas i dörren.
I japansk inredningskonst finns en skjutdörr som heter shoji och består av genomskinligt papper som släpper in ljus.
Den typ av skjutdörr som hänger på en skena kan ofta uppfattas som högljudd vid själva manövreringen. Detta beroende på att de ofta är stora och tunga.

### Svängdörr

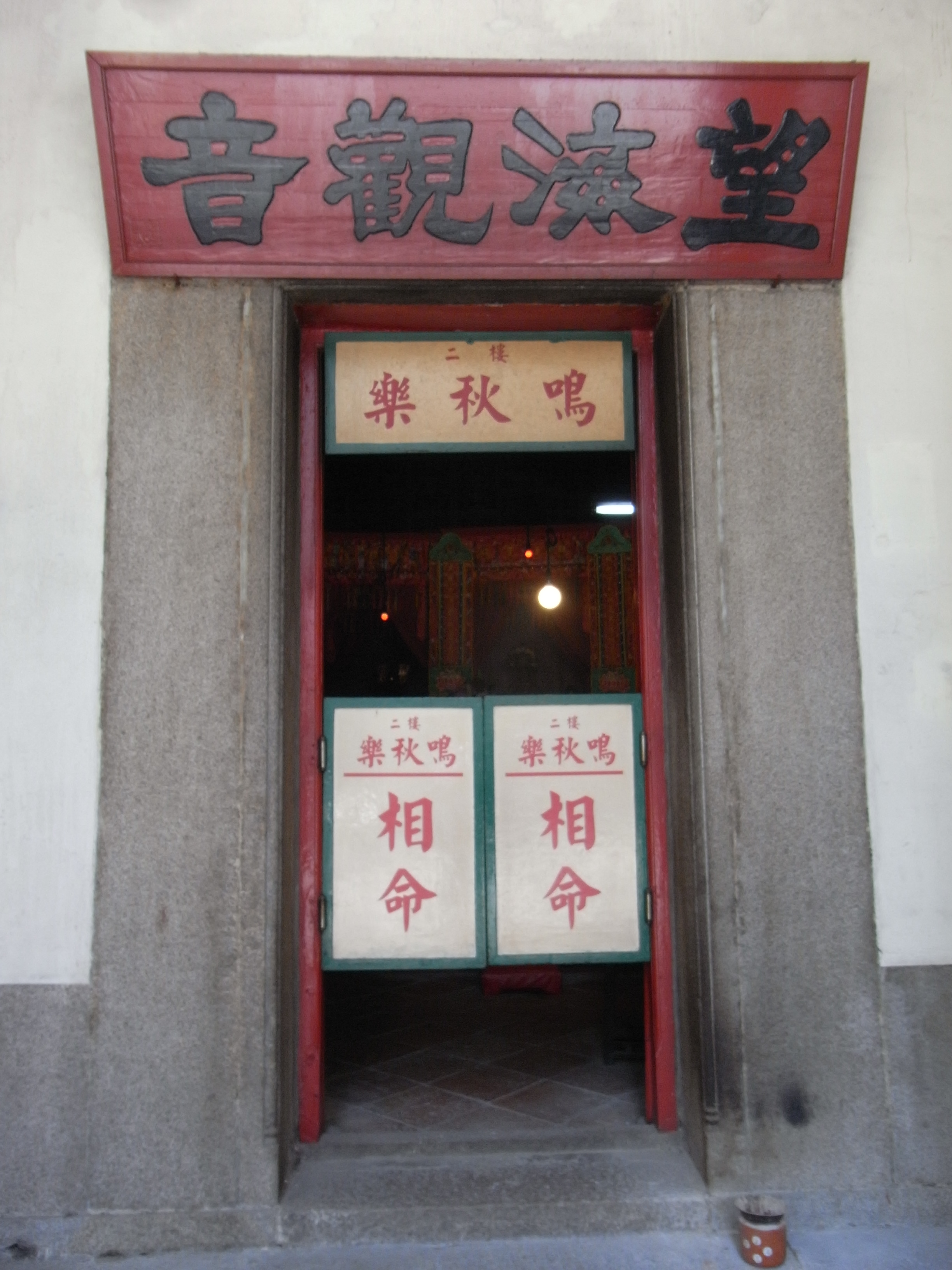
Svängdörrar

En svängdörr kallas även för pendeldörr. Det är en dörr som liknar slagdörren men har en sådan konstruktion att den kan öppnas åt båda håll, därav namnet pendel. Denna typ av dörr är oftast placerad på ett ställe där man passerar åt båda hållen, ofta där man går och håller i saker. Ett exempel är till/från köket på en restaurang. Fördelen med denna dörr är att den inte sitter fast, man behöver alltså inte något handtag för att öppna den utan kan bara gå mot den. Nackdelen är precis som för slagdörren att den tar plats på andra sidan där man öppnar den. Risken finns då att man kan skadas om två personer går mot dörren från olika håll samtidigt. Ett vanligt sätt att undvika det är att inte låta dörren gå ända upp utan lämna lite plats för att se över dörren. Ibland kan dörren bara bestå av en smal platta, ofta med en text på som visar vilka som får gå in där.
En annan nackdel med svängdörren är att den är dålig på att isolera ljud och temperatur. Detta på grund av den inte blir helt tät. Ibland kan man montera en släplist längst ner som gör att det inte blir drag av kyla under dörren.
I sportens värld säger man ibland att det var ”svängdörrar i försvaret”, med vilket man menar att det var lätt för motståndarna att passera, lika lätt som att gå genom en svängdörr.

### Vikdörr

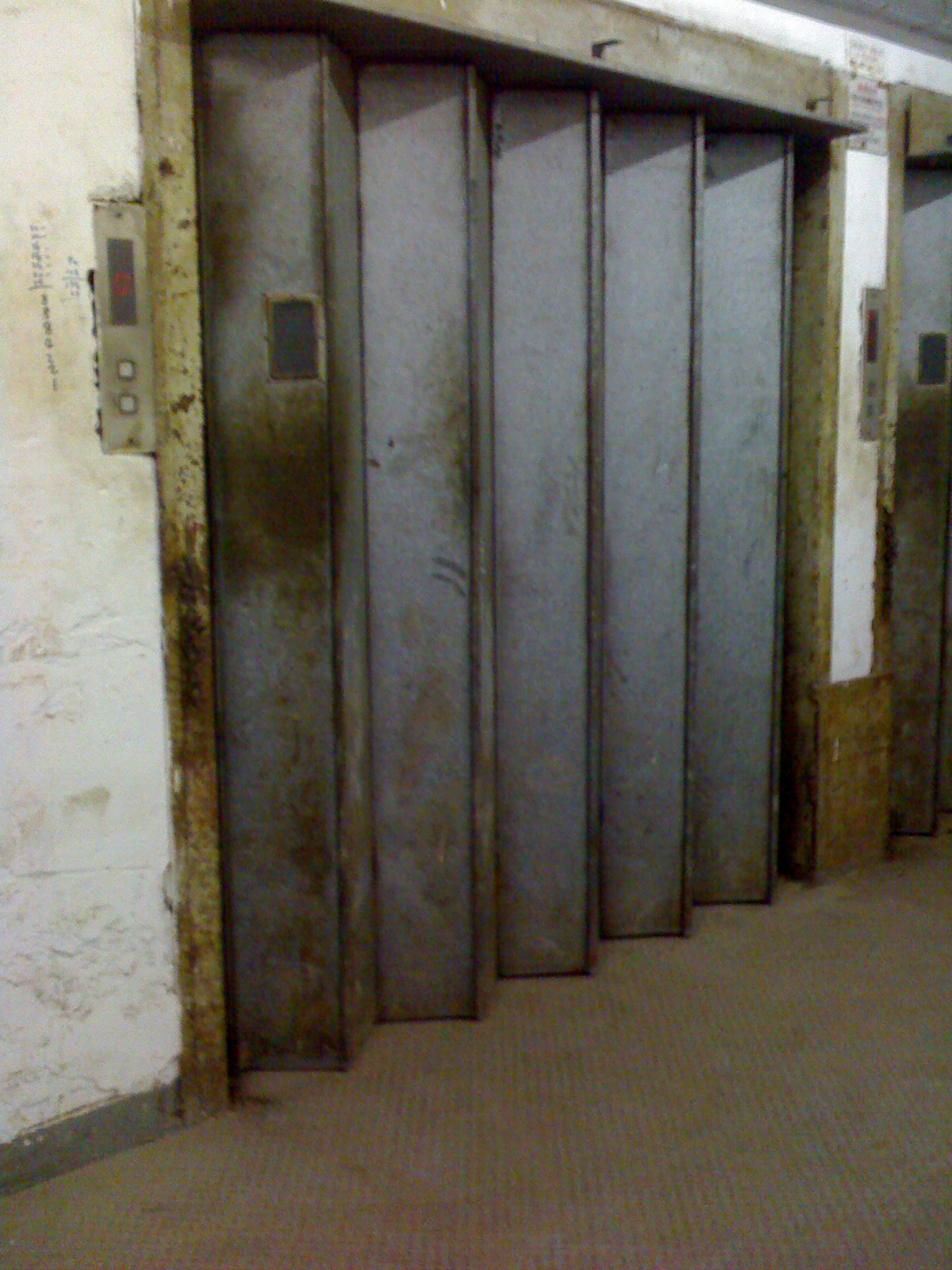
Vikdörr

En vikdörr är en dörr som till funktionen liknar en skjutdörr. Den viks ihop genom att man drar den ena änden mot denna andra och den fäller ihop sig som ett dragspel. Vikdörrar kallas ibland för dragspelsdörrar. Den kan även vara i form av ett Jalusi men då monterad så att den manövreras i höjdled och inte sidled. Fördelen med vikdörren är densamma med skjutdörren, att den tar mindre plats i rummet. Nackdelen är att den inte ”försvinner” från dörröppningen, den tar således upp en del av den yta man vill gå i. Beroende på konstruktionen kan det variera hur mycket plats den tar.
Vikdörrar används nästan uteslutande inomhus, med undantag för garage, men då är den oftast monterad så att den dras upp, inte åt sidan. Ibland väljer man att ha en vikdörr för att ge rummet ett visst intryck. Många vikdörrar är gjorda av blad av trä och kan således tillverkas för att göra det intryck man vill. En annan fördel med en vikdörr är att man genom att sätta en skena den rör sig i (antingen i taket eller golvet eller båda) kan få den att röra sig i en rund bana. Den kan således stänga av en öppning som inte är rak. Även detta kan användas till att skapa en känsla i ett rum.

### Roterdörr
En roterdörr (snurrdörr, karuselldörr) är en dörr som långsamt snurrar runt sin vertikala axel, oftast driven av en motor. Den är konstruerad av flera dörrblad (2 ... 4) som är fästa i mitten vid denna axel. Roterdörrar används ofta som ingång till gallerior och liknande. Oftast är de monterade i en cirkelformad öppning på grund av att det är dörrens arbetsområde.

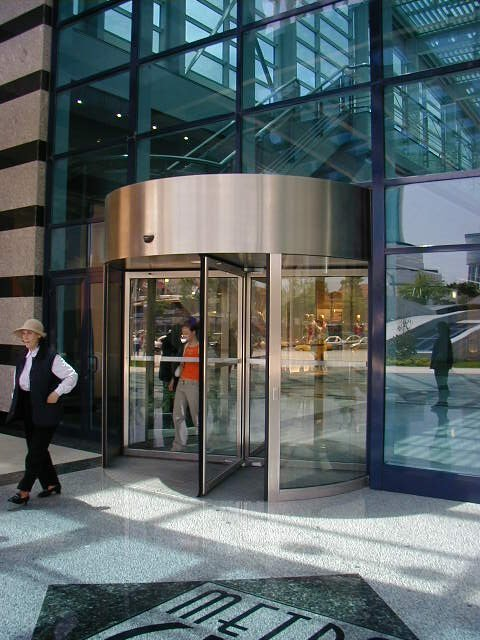
En karuselldörr i Turkiet.

En variant av roterdörren är de dörrar som bara består av ett fåtal pinnar och som ser till att inte flera personer passerar in, dessa används bland annat vid inpasseringar till arenor, evenemang och liknande där det förekommer en biljettkontroll.
En variant av roterdörr kallas ibland för vändkors. Det är en mindre dörr som är tillverkad av metallpinnar och som bara roterar åt ett håll. Den används exempelvis som utpassering från evenemang eller platser där man vill begränsa antalet ingångar. Den roterar alltså bara åt ett håll, vilket gör att en person åt gången kan gå ut men ingen kan gå in.

### Lyftdörr
Lyftdörr är ett samlingsord för dörrar som öppnas uppåt. Ofta använda vid garageportar eller en ingång via en port på en lastkaj. Den manövreras genom att man tar tag i dörren och drar den mot sig/uppåt och den åker upp via en skena i taket. Fördelen med denna typ av dörr är att man kan montera den utan en tröskel, vilket underlättar passering under den. En annan fördel är att den när den är öppen hänger uppe i taket, detta gör att den inte tar någon plats alls när den väl är uppe, förutsatt att taket är tillräckligt högt.

### Pardörr

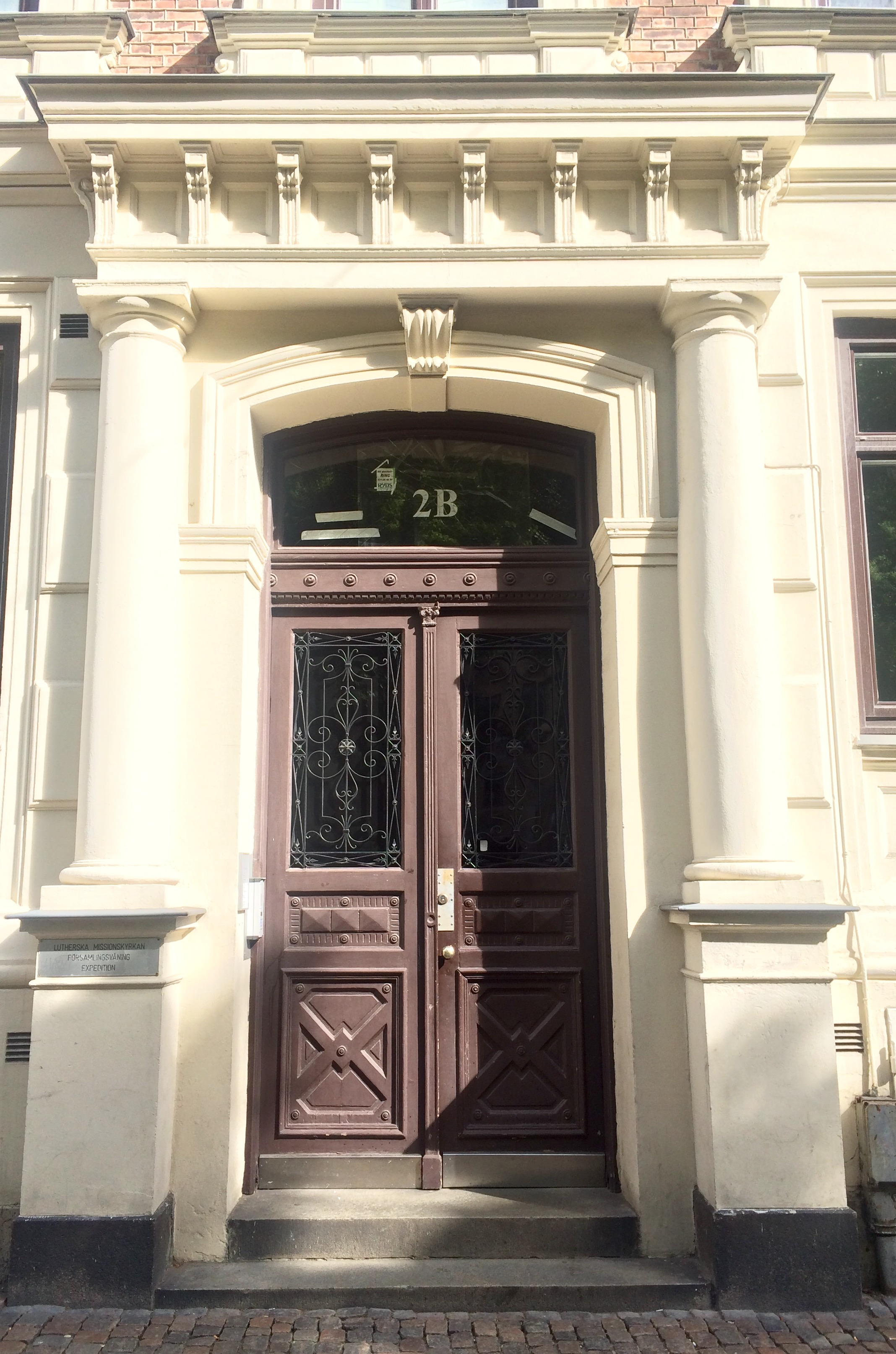
Pardörr på Vasagatan 2b i Stockholm.

Pardörr, även dubbeldörr eller döbattang, är ett samlingsnamn för dörrar med två dörrblad i samma karm. De kan antingen vara lika stora, eller att den ena dörrhalvan är större än den andra. De är vanliga som entrédörr, men användes förr även i bostäder ofta i påkostade lägenheter där våningens paradrum lades "i fil" med döbattangdörrar där emellan.

## Dörröverstycke

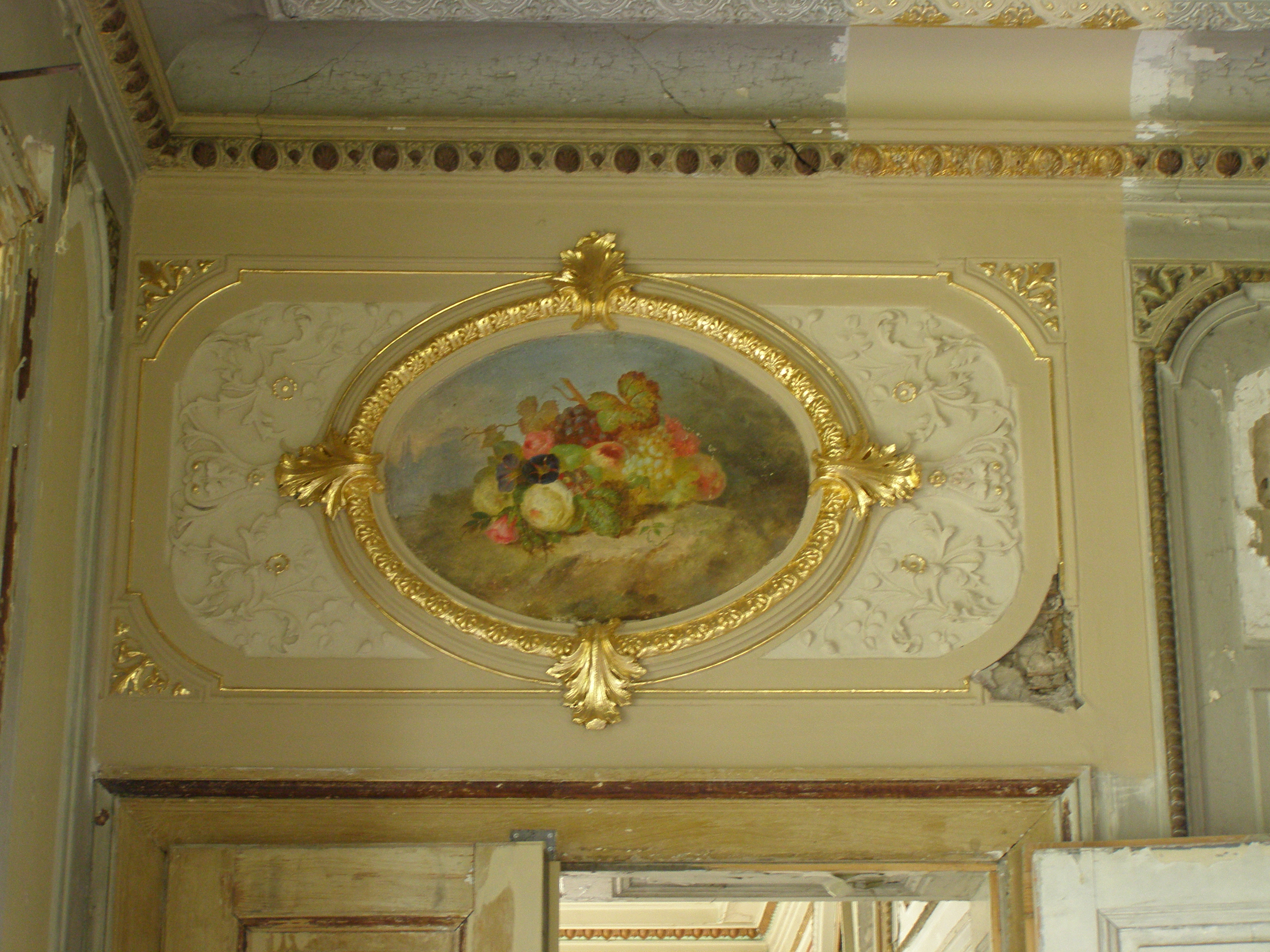
Dörröverstycke i Villa Büchner, Hessen.

Ett dörröverstycke (jämför: tympanon) är en över en dörr befintlig utsmyckad del av dörromfattningen. Utsmyckningarna eller dekorationerna kan vara utförda som en målning, som snideriarbeten eller av stuck. Rik ornamenterade dörröverstycken användes gärna i samband med väggpaneler och övriga väggdekorationer i exempelvis slottsbyggnader eller herrgårdar.

## Baklås på en dörr
Att en dörr går i baklås innebär att dörrens lås hakar upp sig och man kan inte öppna dörren, oftast i meningen att man då inte kommer ut. Vissa dörrar går att öppna från den andra sidan.